# عنقود الفراشة

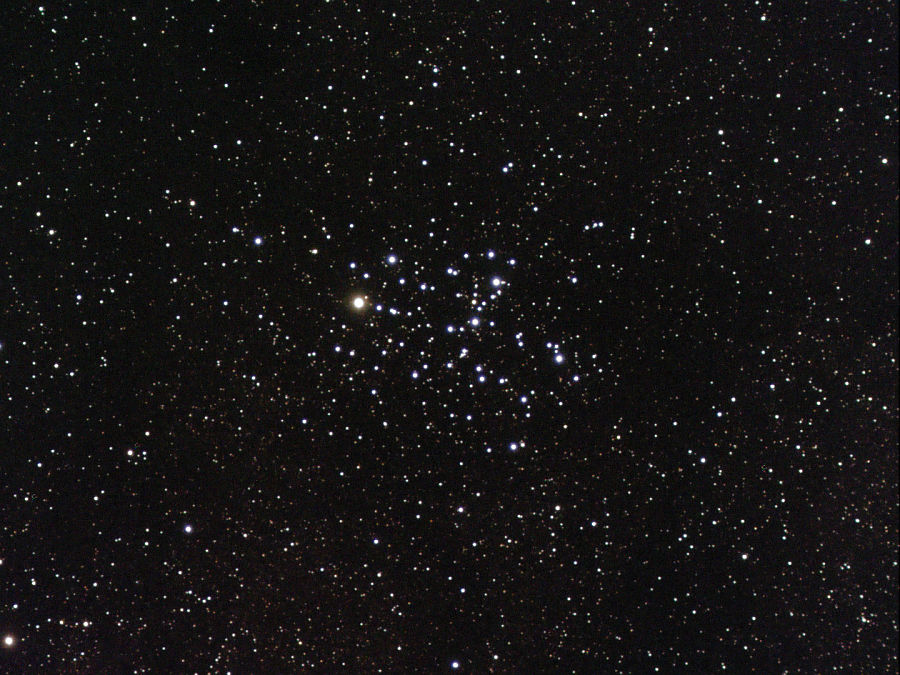
عنقود الفراشة

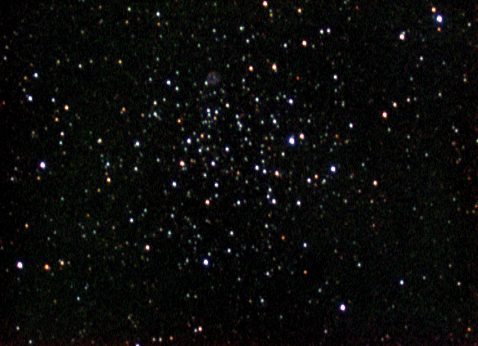
مسييه 6

مسييه 6 , عنقود الفراشة هو عنقود نجمي مفنوح يقع في كوكبة العقرب. ويقع العنقود في بالقرب من مركز المجرة، وي بعد عن الأرض بمسافة تبلغ 1600 سنة ضوئية. وأطلق عالم الفلك الأمريكي روبرت بورنهام ميسييه 6 بأنه مجموعة نجمية تشبه الفراشة، ووصفها بأنها «مجموعة نجمية ساحرة يوحي ترتيبها بمخطط فراشة بأجنحة مفتوحة». ويبلغ القدر الظاهري لمسييه 6 حوالي 4.2+ , وتم أدراجه في الكتالوج العام الجديد NGC 6405.

## خصائصه
يقدّر عمر ميسييه 6 بحوالي 1,000,000 سنة. ومعظم النجوم الساطعة والمرئية فيه هي نجوم زرقاء شديدة الحرارة وشابة تنتمي إلى الفئة الطيفية B4-B5. ومع ذلك فإن ألمع نجم في مسيه 6 هو عملاق برتقالي ينتمي إلى الفئة الطيفية K.و أسمه BM Scorpii (HD 160371)، وهو نجم متغير نصف دائري، ويظهر أختلافات في السطوع تتراوح من 5.5+ إلى 7+. والنجوم الموجودة في مسييه 6 تشكلت في نفس السحابة الجزيئية التي تكون با العنقود بعد 51 - 95 عام من تكون العنقود وتتحرك جميعها معاً في الفضاء. أي أنهم غير مرتبطين ببعضهم البعض عن طريق الجاذبية. وأفضل وقت لرؤيته هو في فصل الصيف عندما تكون كوكبة العقرب في أعلى نقطة لها في السماء ويكون أسهل لمن هم يعيشون في النصف الشمال من الأرض

## اقرأ أيضاً
- نجم
- مجرة
- قزم أبيض
- عملاق أحمر
- الانفجار العظيم
- خط زمني للانفجار العظيم
- نجم نيوتروني
- ثقب أسود

## وصلات خارجية
- Messier 6, DS Messier page